# Dolní Domaslavice
Dolní Domaslavice (in polacco Domasłowice Dolne, in tedesco Nieder Domaslowitz) è un comune della Repubblica Ceca facente parte del distretto di Frýdek-Místek, nella regione della Moravia-Slesia.